# Stefano Sani
Stefano Sani (Montevarchi, 23 febbraio 1961) è un cantante, conduttore televisivo e attore teatrale italiano.

## Biografia
Nel 1981, all'età di 20 anni, debutta al Festival di Castrocaro col brano Un'altra atmosfera scritto da Zucchero Fornaciari dietro i due vincitori, lo stesso Zucchero e Fiordaliso. Partecipa al Festival di Sanremo 1982 con Lisa, brano scritto e prodotto da Zucchero. L'artista viene decretato come rivelazione del Festival da TV Sorrisi e Canzoni e nell'aprile del 1982 viene invitato a partecipare al Festival Internazionale di Malta come rappresentante dell'Italia, ottenendo il secondo posto. Nell'estate dello stesso anno presenta il suo secondo 45 giri Quando lei ritornerà, brano sempre scritto da Zucchero, alla "Vela d'oro" di Riva del Garda.
Nell'ottobre del 1982 inizia a condurre su Rai 3 il programma L'Orecchiocchio, rotocalco musicale pomeridiano. Partecipa al Festival di Sanremo 1983, stavolta nella sezione "Big", col brano Complimenti, che si classifica al settimo posto generale (quarto tra i "Big"). Il singolo, pur non bissando il successo di Lisa, rimane in classifica per circa 4 mesi. Nel maggio del 1984 vede la luce il singolo Notte amarena, brano scritto da Alberto Salerno e Renato Brioschi. Il 45 giri, che presenta sul retro il brano Strano sentimento, viene pubblicato ancora dall'etichetta Fonit Cetra. Notte amarena viene eseguita dal vivo per la prima volta al Teatro Verdi di Montecatini in uno spettacolo condotto da Pippo Baudo nel giugno del 1984. A fine giugno il brano partecipa al Festival di Saint Vincent (è il pezzo che apre la manifestazione), classificandosi al quarto posto.
Nel 1986 partecipa nuovamente al Festival di Saint-Vincent con Delicatamente due, scritta da Oscar Avogadro e Andrea Fornili. Il brano fa parte dell'omonimo Q-Disc. La carriera di Sani prosegue anche nel campo teatrale. Nel 1995 recita con la compagnia fiorentina del Nuovo Bargello ne La Mandragola di Machiavelli nel ruolo di Callimaco. Nel 2007 recita a teatro nel musical La surprise de l'amour con Viola Valentino, Manuel Casella, Leda Battisti e Alex Belli. Nell'aprile del 2007 torna a calcare il palco dell'Ariston a Sanremo per reinterpretare Lisa a I migliori anni di Carlo Conti. Nel mese di giugno del 2018 partecipa alla prima edizione del programma televisivo Ora o mai più, condotto da Amadeus, in onda su Rai 1 e nella serata finale, il 29 giugno 2018, presenta il suo nuovo singolo Liberi di vivere scritto con Fabio Mosello e arrangiato da Andrea De Paoli per Music Universe a.c.m..

## Discografia

### Singoli
- 1982 - Lisa/Un'altra atmosfera (Fonit Cetra, SP 1764)
- 1982 - Quando lei ritornerà/Ciao ciao (Fonit Cetra, SP 1780)
- 1983 - Complimenti/Una vacanza (Fonit Cetra, SP 1789)
- 1984 - Notte amarena/Strano sentimento (Fonit Cetra, SP 1821)
- 2004 - Alchimie/Dagli occhi al cuore/Rosso musica (D.V. More Record)
- 2018 - Liberi di vivere (Music Universe a.c.m.- M.U. 1812)

### Album
- 1983 - Stefano Sani '83 (Fonit Cetra, LPX-113)
- 1986 - Delicatamente due (Edizioni musicali Ariston, ARM 42029)
- 1997 - Per un minuto di poesia (D.V. More Record, CD DV 6107)
- 2013 - Lo zucchero e il sale (Stilelibero Records)